# Circaetus pectoralis
Circaetus pectoralis е вид птица от семейство Ястребови (Accipitridae). Видът е незастрашен от изчезване.

## Разпространение
Разпространен е в Ангола, Ботсвана, Бурунди, Централноафриканска република, Република Конго, Демократична република Конго, Етиопия, Кения, Лесото, Малави, Мозамбик, Намибия, Руанда, Сомалия, Южна Африка, Южен Судан, Свазиленд, Танзания, Уганда, Замбия и Зимбабве.